# La Venganza de los Ex Caribe
La Venganza de los Ex Caribe (en su idioma original De Férias com o Ex Caribe) es un programa de telerrealidad coproducido por MTV Brasil y Paramount , y anteriormente también por MTV Latinoamérica. Se anunció por primera vez en noviembre de 2021 y se estrenó el 13 de enero de 2022 simultáneamente en toda Suramérica.

## Producción
"Estamos muy emocionados de traer De Férias com o Ex al Caribe. Ampliar los escenarios seguramente traerá frescura a la producción, que ya es un fenómeno, y ayudará a consolidar el programa como uno de los favoritos de la audiencia”, dijo Tiago Worcman, vicepresidente de Marcas y Entretenimiento de ViacomCBS Latinoamérica..
La filmación tuvo lugar en octubre de 2021 en Cartagena, Colombia. El reparto está conformado mayoritariamente por participantes brasileños, así como colombianos y mexicanos. A pesar de ser la primera serie bilingüe en toda la franquicia de Ex on the Beach, el idioma utilizado casi en su totalidad es el portugués. A partir de la segunda temporada la producción está totalmente a cargo de Floresta Produções, dejando a tras la presentación compartida entre Brasil y Colombia.

## Temporadas
| Año  | Temporada   | Ubicación           | Episodios |
| ---- | ----------- | ------------------- | --------- |
| 2022 | Temporada 1 | Cartagena, Colombia | 12        |
| 2022 | Temporada 2 | Cartagena, Colombia | 12        |
| 2023 | Temporada 3 | Cartagena, Colombia | 13        |
| 2025 | Temporada 4 | Cartagena, Colombia | –         |

### Temporada 1 (2022)
La lista de los 10 participantes oficiales fue revelada por MTV Brasil el 2 de diciembre de 2021. Presentando a cinco hombres: Carlos Ortega, Gabriel Sampaio, João Vitor Pimentel, Mario Abraham y Vascki Pineda, y cinco mujeres: Angietta Rodríguez, Camila Costa, Haeixa Pinheiro, Leticia Oliveira y Mariana Franco.
Camila Costa y João Hadad previamente habían participado en la sexta temporada de la versión brasileña del programa. Mario Abraham fue parte de la segunda temporada de AYTO? El Macth Perfecto. Mariana Magalhães de Rio Shore entró al programa como una ex.

#### Reparto
- Negrita indica miembro de reparto original; el resto fue traído como un ex.

| Episodio | Nombre                   | Edad | Ciudad natal                    | Exes                              |
| -------- | ------------------------ | ---- | ------------------------------- | --------------------------------- |
| 12       | Angietta Rodriguez       | 27   | Pereira, Colombia               | –                                 |
| 12       | Camilla Costa            | 28   | Río de Janeiro, Brasil          | João Hadad                        |
| 12       | Carlos Ortega            | 27   | Río de Janeiro, Brasil          | Mariana Azevedo, Julienne Freitas |
| 12       | Gabriel Sampaio          | 27   | Brasília, Brasil                | Luana Alcantra                    |
| 12       | Haeixa Pinheiro          | 28   | São Francisco hace Alma, Brasil | Bruno Ogliari                     |
| 12       | João Vitor "JV" Pimentel | 23   | Río de Janeiro, Brasil          | Mariana Magalhães                 |
| 12       | Leticia Oliveira         | 27   | Piracicaba, Brasil              | Apolo Costa, Isabela Costa        |
| 12       | Mariana Franco           | 30   | Vitória. Brasil                 | Bernardo Luna                     |
| 12       | Mario Abraham            | 30   | Ciudad de México, México        | –                                 |
| 12       | Vasco "Vascki" Pineda    | 33   | Morelia, México                 | Bruno Damasio                     |
|          |                          |      |                                 |                                   |
| 7        | João Hadad               | 27   | Guarapari, Brasil               | Camilla Costa                     |
| 11       | Mariana Azevedo          | 24   | Porto Alegre, Brasil            | Carlos Ortega, Julio Marra        |
| 10       | Apolo Costa              | 21   | São Paulo, Brasil               | Leticia Oliveira                  |
| 9        | Luana Alcântara          | 29   | Río de Janeiro, Brasil          | Gabriel Sampaio                   |
| 8        | Julio Marra              | 24   | Río de Janeiro, Brasil          | Mariana Azevedo                   |
| 8        | Julienne Freitas         | 29   | Río de Janeiro, Brasil          | Carlos Ortega                     |
| 7        | Bernardo Luna            | 26   | Juiz de Fora, Brasil            | Mariana Franco, Thaís Abelha      |
| 7        | Thaís Abelha             | 27   | Vila Velha, Brasil              | Bernardo Luna                     |
| 5        | Bruno Damásio            | 29   | Juazeiro, Brasil                | Vasco Pineda                      |
| 4        | Isabela Costa            | 25   | Limeira, Brasil                 | Leticia Oliveira                  |
| 3        | Mariana Magalhães        | 25   | Río de Janeiro, Brasil          | JV Pimentel                       |
| 2        | Bruno Ogliari            | 27   | Joinville, Brasil               | Haeixa Pinheiro                   |

#### Duración del reparto
| Angietta  |  |  |  |  |  |  |  |  |  |  |  |  |
| Camilla   |  |  |  |  |  |  |  |  |  |  |  |  |
| Carlos    |  |  |  |  |  |  |  |  |  |  |  |  |
| Gabriel   |  |  |  |  |  |  |  |  |  |  |  |  |
| Haeixa    |  |  |  |  |  |  |  |  |  |  |  |  |
| JV        |  |  |  |  |  |  |  |  |  |  |  |  |
| Letícia   |  |  |  |  |  |  |  |  |  |  |  |  |
| Mariana F |  |  |  |  |  |  |  |  |  |  |  |  |
| Mario     |  |  |  |  |  |  |  |  |  |  |  |  |
| Vascki    |  |  |  |  |  |  |  |  |  |  |  |  |
|           |  |  |  |  |  |  |  |  |  |  |  |  |
| João      |  |  |  |  |  |  |  |  |  |  |  |  |
| Mariana A |  |  |  |  |  |  |  |  |  |  |  |  |
| Apolo     |  |  |  |  |  |  |  |  |  |  |  |  |
| Luana     |  |  |  |  |  |  |  |  |  |  |  |  |
| Julio     |  |  |  |  |  |  |  |  |  |  |  |  |
| Julienne  |  |  |  |  |  |  |  |  |  |  |  |  |
| Bernardo  |  |  |  |  |  |  |  |  |  |  |  |  |
| Thaís     |  |  |  |  |  |  |  |  |  |  |  |  |
| Bruno D   |  |  |  |  |  |  |  |  |  |  |  |  |
| Isabela   |  |  |  |  |  |  |  |  |  |  |  |  |
| Mariana M |  |  |  |  |  |  |  |  |  |  |  |  |
| Bruno O   |  |  |  |  |  |  |  |  |  |  |  |  |

     Miembro del reparto aparece en este episodio
     Miembro del reparto llega a la playa
     Miembro del reparto tiene un ex la playa
     Miembro del reparto llega a la playa y un ex llega durante el mismo episodio.
     Miembro del reparto sale de la playa.
     Miembro del reparto no aparece en este episodio

### Temporada 2: Salseiro VIP (2022)
La segunda temporada se estrenó el 15 de noviembre de 2022. El 24 de agosto de 2022 MTV anunció la segunda temporada del programa junto con la identidad de los participantes. Renombrado a De Férias com o Ex Caribe: Salseiro VIP. Filmado Grabado en Colombia, la nueva temporada trae a diez personalidades del medio televisivo. 
La lista del reparto principal está conformada por: Bruno Magri, Gabriel Rocha, Lucas Albert, Lumena Aleluia, Maria Venture, Mirella y WL Guimaraes, además de destacados participantes del programa como: Bifão de La Venganza de los Ex Brasil 4, Lipe Ribeiro de La Venganza de los Ex Brasil 3  y La Venganza de los Ex Brasil Celeb, y Marina Gregory de La Venganza de los Ex Brasil Celeb 2 y All Star Shore.

#### Reparto
- Negrita indica miembro de reparto original; el resto fue traído como un ex.

| Episodio | Nombre                     | Edad | Notabilidad                    | Exes                                         |
| -------- | -------------------------- | ---- | ------------------------------ | -------------------------------------------- |
| 12       | Jhenyfer "Bifão" Dulz      | 32   | La Venganza de los Ex Brasil 4 | William Guimarães                            |
| 12       | Bruno Magri                | 24   | Youtuber                       | –                                            |
| 12       | Gabriel Rocha              | 24   | Influencer                     | Matheus Lisbo, Renan Brasil                  |
| 12       | Luiz Felipe "Lipe" Ribeiro | 30   | La Venganza de los Ex Brasil 3 | Andressa Castorino, Vitória Guedes           |
| 12       | Lucas Albert               | 29   | Influencer                     | Luana Targinno                               |
| 12       | Lumena Aleluia             | 31   | Big Brother Brasil 21          | –                                            |
| 12       | Maria Venture              | 22   | Influencer                     | –                                            |
| 12       | Marina Gregory             | 27   | The Circle Brazil              | Mellanie Poca                                |
| 12       | Mirella                    | 24   | Cantante                       | Davi Alpiste                                 |
| 12       | Willian "WL" Guimarães     | 23   | Influencer                     | Julia Peixoto                                |
| 0        |                            |      |                                |                                              |
| 12       | Andressa "Dessa" Castorino | 27   | Influencer                     | Luiz Ribeiro, Sérgio Mota, Adriel de Menezes |
| 11       | William "Will" Guimarães   | 31   | Rio Shore                      | Jhenyfer Dulz                                |
| 10       | Luana Targinno             | 25   | Influencer                     | Lucas Albert                                 |
| 10       | Sérgio Mota                | 26   | Influencer                     | Andressa Castorino                           |
| 9        | Davi "The Boy" Alpiste     | 26   | Cantante                       | Mirella                                      |
| 8        | Adriel de Menezes          | 31   | Cantante                       | Andressa Castorino, Vitória Guedes           |
| 7        | Julia Peixoto              | 26   | Influencer                     | Willian Guimarães, Marcos Dias               |
| 6        | Matheus Lisbo              | 32   | Big Brother Brasil 16          | Gabriel Rocha                                |
| 5        | Marcos "MOB" Dias          | 21   | Influencer                     | Julia Peixoto                                |
| 4        | Vitória Guedes             | 25   | –                              | Adriel de Menezes, Luiz Ribeiro              |
| 3        | Mellanie Poca              | 26   | Influencer                     | Marina Gregory                               |
| 3        | Renan Brasil               | 23   | Influencer                     | Gabriel Rocha                                |

#### Duración del reparto
| Bifão    |  |  |  |  |  |  |  |  |  |  |  |  |
| Bruno    |  |  |  |  |  |  |  |  |  |  |  |  |
| Gabriel  |  |  |  |  |  |  |  |  |  |  |  |  |
| Lipe     |  |  |  |  |  |  |  |  |  |  |  |  |
| Lucas    |  |  |  |  |  |  |  |  |  |  |  |  |
| Lumena   |  |  |  |  |  |  |  |  |  |  |  |  |
| Maria    |  |  |  |  |  |  |  |  |  |  |  |  |
| Marina   |  |  |  |  |  |  |  |  |  |  |  |  |
| Mirella  |  |  |  |  |  |  |  |  |  |  |  |  |
| WL       |  |  |  |  |  |  |  |  |  |  |  |  |
|          |  |  |  |  |  |  |  |  |  |  |  |  |
| Dessa    |  |  |  |  |  |  |  |  |  |  |  |  |
| Will     |  |  |  |  |  |  |  |  |  |  |  |  |
| Luana    |  |  |  |  |  |  |  |  |  |  |  |  |
| Sérgio   |  |  |  |  |  |  |  |  |  |  |  |  |
| The Boy  |  |  |  |  |  |  |  |  |  |  |  |  |
| Adriel   |  |  |  |  |  |  |  |  |  |  |  |  |
| Julia    |  |  |  |  |  |  |  |  |  |  |  |  |
| Matheus  |  |  |  |  |  |  |  |  |  |  |  |  |
| MOB      |  |  |  |  |  |  |  |  |  |  |  |  |
| Vitória  |  |  |  |  |  |  |  |  |  |  |  |  |
| Mellanie |  |  |  |  |  |  |  |  |  |  |  |  |
| Renan    |  |  |  |  |  |  |  |  |  |  |  |  |

     Miembro del reparto aparece en este episodio
     Miembro del reparto llega a la playa
     Miembro del reparto tiene un ex la playa
     Miembro del reparto llega a la playa y un ex llega durante el mismo episodio.
     Miembro del reparto no aparece en este episodio

### Temporada 3: Salseiro VIP 2 (2023)
La tercera temporada se estrenó el 19 de octubre de 2023. La lista de 12 participantes oficiales fue revelada el 19 de septiembre de 2023, la cual incluye a cinco mujeres solteras: Aline Mineiro, Brenda Paixão, Isis Oliveira, Kathy Maravilha e Tainá Felipe, y siete hombres solteros: Davi Kneip, Fernando Escarião, João Vitor, Lucas Vrau, Manoel Rafaski, Markinhos y Will Domiêncio.
Aline Mineiro participó en A Fazenda 13.

#### Reparto
- Negrita indica miembro de reparto original; el resto fue traído como un ex.

| Episodio | Nombre                     | Edad | Notabilidad                    | Exes                                            |
| -------- | -------------------------- | ---- | ------------------------------ | ----------------------------------------------- |
| 9        | Aline Mineiro              | 31   | Actriz                         | –                                               |
| 9        | Brenda Paixão              | 26   | Jugando con Fuego Brasil 1     | João Zoli                                       |
| 9        | Davi Kneip                 | 23   | Jugando con Fuego Brasil 1 & 2 | Eduarda Weide, Giovanna Menezes                 |
| 9        | Fernando Escarião          | 30   | YouTuber                       | Alan Lima                                       |
| 9        | Isis Oliveira              | 28   | Bailarina                      | –                                               |
| 9        | João Vitor                 | 22   | Influencer                     | Mario Miguel                                    |
| 9        | Kathy Maravilha            | 30   | DJ                             | –                                               |
| 9        | Lucas Vrau                 | 25   | Influencer                     | –                                               |
| 9        | Manoel Rafaski             | 29   | Big Brother Brasil 17          | Gabriela Ross                                   |
| 9        | Markinhos Moraes           | 30   | Influencer                     | Taynah Smith, Giovanna Menezes                  |
| 9        | Tainá Felipe               | 26   | La Venganza de los Ex Brasil 7 | Diego Supérbi, Felipe Gabriel, Matheus Crivella |
| 9        | Will Domiêncio             | 26   | El amor es ciego Brasil 2      | Deborah Costa                                   |
| 0        |                            |      |                                |                                                 |
| 13       | Diego Supérbi              | 29   | La Venganza de los Ex Brasil 2 | Tainá Felipe, Gabriela Ross                     |
| 12       | Eduarda "Duda" Weide       | 22   | Influencer                     | Davi Kneip                                      |
| 10       | Alan Lima                  | 34   | –                              | Fernando Escarião                               |
| 10       | Taynah "Tay" Smith         | 26   | –                              | Markinhos Moraes                                |
| 5        | João Zoli                  | 30   | A Fazenda 10                   | Brenda Paixão                                   |
| 8        | Giovanna Menezes           | 23   | Influencer                     | Davi Kneip, Markinhos Moraes                    |
| 7        | Mario Miguel               | 22   | –                              | João Vitor                                      |
| 5        | Felipe Gabriel             | 28   | Influencer                     | Tainá Felipe                                    |
| 4        | Deborah Costa              | 27   | –                              | Will Domiêncio                                  |
| 3        | Matheus "Novinho" Crivella | 31   | La Venganza de los Ex Brasil 4 | Tainá Felipe                                    |
| 2        | Gabriela Ross              | 28   | –                              | Diego Supérbi, Manoel Rafaski                   |

#### Duración del reparto
| Reparto    | Episodios | Episodios | Episodios | Episodios | Episodios | Episodios | Episodios | Episodios | Episodios | Episodios | Episodios | Episodios | Episodios |
| Reparto    | 1         | 2         | 3         | 4         | 5         | 6         | 7         | 8         | 9         | 10        | 11        | 12        | 13        |
| ---------- | --------- | --------- | --------- | --------- | --------- | --------- | --------- | --------- | --------- | --------- | --------- | --------- | --------- |
| Aline      |           |           |           |           |           |           |           |           |           |           |           |           |           |
| Brenda     |           |           |           |           |           |           |           |           |           |           |           |           |           |
| Davi       |           |           |           |           |           |           |           |           |           |           |           |           |           |
| Escarião   |           |           |           |           |           |           |           |           |           |           |           |           |           |
| Isis       |           |           |           |           |           |           |           |           |           |           |           |           |           |
| João Vitor |           |           |           |           |           |           |           |           |           |           |           |           |           |
| Kathy      |           |           |           |           |           |           |           |           |           |           |           |           |           |
| Lucas      |           |           |           |           |           |           |           |           |           |           |           |           |           |
| Manoel     |           |           |           |           |           |           |           |           |           |           |           |           |           |
| Markinhos  |           |           |           |           |           |           |           |           |           |           |           |           |           |
| Tainá      |           |           |           |           |           |           |           |           |           |           |           |           |           |
| Will       |           |           |           |           |           |           |           |           |           |           |           |           |           |
|            |           |           |           |           |           |           |           |           |           |           |           |           |           |
| Diego      |           |           |           |           |           |           |           |           |           |           |           |           |           |
| Duda       |           |           |           |           |           |           |           |           |           |           |           |           |           |
| Alan       |           |           |           |           |           |           |           |           |           |           |           |           |           |
| Tay        |           |           |           |           |           |           |           |           |           |           |           |           |           |
| João Zoli  |           |           |           |           |           |           |           |           |           |           |           |           |           |
| Giovanna   |           |           |           |           |           |           |           |           |           |           |           |           |           |
| Mario      |           |           |           |           |           |           |           |           |           |           |           |           |           |
| Felipe     |           |           |           |           |           |           |           |           |           |           |           |           |           |
| Deborah    |           |           |           |           |           |           |           |           |           |           |           |           |           |
| Novinho    |           |           |           |           |           |           |           |           |           |           |           |           |           |
| Gabriela   |           |           |           |           |           |           |           |           |           |           |           |           |           |

     Miembro del reparto aparece en este episodio
     Miembro del reparto llega a la playa
     Miembro del reparto tiene un ex la playa
     Miembro del reparto llega a la playa y un ex llega durante el mismo episodio.
     Miembro del reparto sale de la playa.
     Miembro del reparto no aparece en este episodio

### Temporada 4: VIP (2025)
La cuarta temporada (titulada en portugues como De Férias com o Ex Caribe VIP) se estrenó el 22 de mayo de 2025. La lista de participantes fue publicado por MTV el 24 de abril de 2025.

#### Reparto
- Negrita indica miembro de reparto original; el resto fue traído como un ex.

Presenta a un participante original de la tercera temporada del predecesor La Venganza de los Ex Brasil, Martina Sanzi. Mientras que Manoel Rafaski regresa de la temporada anterior.
| Episodio | Nombre                | Edad | Notabilidad                  | Exes             |
| -------- | --------------------- | ---- | ---------------------------- | ---------------- |
| 4        | Álec Guimel           | 22   | Influencer                   | Pedro            |
| 4        | André Pereira         | 30   | Fútbolista profesional       | Carla            |
| 4        | Aryan Almeida         | 23   | Influencer                   | Victoria         |
| 4        | Clau                  | 28   | Cantante                     | Marrom           |
| 4        | Cristal Félix         | 31   | Rio Shore                    | –                |
| 4        | Laís Melo             | 25   | Influencer                   | Yuri             |
| 4        | Manoel Rafaski        | 31   | Big Brother Brasil 17        | Lika             |
| 4        | Martina Sanzi         | 31   | La Venganza de los Ex Brasil | Yuri             |
| 4        | Matheus Freire        | 25   | Influencer                   | Rico             |
| 4        | Natália Deodato       | 24   | Big Brother Brasil 22        | –                |
| 4        | Nizam Hayek           | 33   | Big Brother Brasil 24        | Fabi             |
| 4        | Polidoro Jr           | 28   | Fútbolista profesional       | –                |
|          |                       |      |                              |                  |
| 13       | Fabi Rodrigues        | 28   | Influencer                   | Nizam, Kalil     |
| 12       | Marrom                | 29   | –                            | Clau, Thasol     |
| 11       | Carla Faria           | 27   | –                            | André, Kaduh     |
| 10       | Kalil Zarif           | 32   | –                            | Fabi             |
| 9        | Pedro Daddio          | 25   | Influencer                   | Álec             |
| 8        | Victoria Macan        | 32   | A Grande Conquista 1         | Aryan            |
| 7        | Kaduh                 | 29   | –                            | Carla            |
| 6        | Thasol                | 31   | –                            | Marron           |
| 5        | Yuri Palheiros        | 36   | –                            | Laís             |
| 4        | Juliana "Lika" Araújo | 29   | –                            | Manoel, Liberato |
| 3        | Rico Melquiades       | 34   | La Venganza de los Ex Brasil | Matheus          |
| 2        | João Victor Liberato  | 28   | –                            | Lika             |

## Episodios
| Temporada | Temporada | Episodios | Transmisión original    | Transmisión original    |
| Temporada | Temporada | Episodios | Inicio                  | Final                   |
| --------- | --------- | --------- | ----------------------- | ----------------------- |
|           | 1         | 12        | 13 de enero de 2022     | 31 de marzo de 2022     |
|           | 2         | 12        | 15 de noviembre de 2022 | 22 de diciembre de 2022 |
|           | 3         | 13        | 19 de octubre de 2023   | 11 de enero de 2024     |
|           | 4         | 13        | 22 de mayo de 2025      | 7 de agosto de 2025     |